# Geschlechtsspezifische Besteuerung
Geschlechtsspezifische Besteuerung (englisch gender based taxation), im deutschsprachigen Diskurs auch Frauensteuer, bezeichnet ein Konzept, nach dem Steuermodelle – im Speziellen den Einkommensteuersatz – abhängig vom rechtsgültigen Geschlecht von Personen zu gestalten. Das Ziel des Reform-Vorschlags ist, eine Benachteiligung von Frauen im Erwerbsleben durch einen verminderten Steuertarif auszugleichen.

## Entstehung
Die Idee einer einseitigen Einkommensteuersenkung für Frauen wurde von den italienischen Wirtschaftswissenschaftlern Andrea Ichino und Alberto Alesina im März 2007 in der Wirtschaftszeitung Il Sole 24 Ore veröffentlicht. Um die Erwerbssituation von Frauen zu verbessern, müsse man demnach ihre Einkommensteuer senken, um ihnen einen größeren Anreiz zur Arbeitsaufnahme zu bieten. Die Unternehmen würden zugleich motiviert, Frauen einzustellen, weil ihre Bruttolöhne etwas niedriger ausfallen könnten. Im Gegenzug müsse die Besteuerung der Männer geringfügig steigen, um die Verluste für den Staat auszugleichen.

## Aufnahme und Kritik

### Deutschland
In Deutschland griff Antje Hermenau, Fraktionsvorsitzende der Grünen in Sachsen, diesen Vorschlag auf und bezeichnete ihn als „großen Beitrag zu mehr Gleichberechtigung“. Bei Umsetzung des Vorschlags würden mehr Frauen Arbeit finden und so „zum Hauptverdiener in der Familie und viele Männer die weibliche Lebenssituation kennenlernen“. Ihr Vorstoß wurde von einigen Frauen aus Politik und Wirtschaft unterstützt, etwa von Gertrud Traud, Chefvolkswirtin der Landesbank Hessen-Thüringen.
Indes hielten Politikerinnen wie Hildegard Müller (CDU), Christine Scheel (Grüne), Barbara Höll (PDS) und Silvana Koch-Mehrin (FDP) die Idee für „untragbar“, sahen darin gar eine Festschreibung der Ungleichheit oder eine mit dem Gleichheitsgrundsatz des Grundgesetzes und dem Diskriminierungsverbot der Europäischen Union unvereinbare Regelung. Die Publizistin und Unternehmensberaterin Gertrud Höhler befürchtete zudem, es schwäche das Selbstbewusstsein der Frauen, Hilfestellung vom Staat zu erhalten, statt es zu stärken. Die Schriftstellerin Thea Dorn warnte, dass Arbeitgeber den Lohn für Frauen in gleichem Maße herabsetzen könnten, wie ihre Besteuerung sinke, so dass den Frauen kein Vorteil bliebe, sondern ausschließlich der Wirtschaft. Der Grünen-Vorsitzende Reinhard Bütikofer erklärte, dass das Präsidium sich Antje Hermenaus Vorschlag nicht zu eigen machen würde, der FDP-Vorsitzende Guido Westerwelle bezeichnete die Idee gar als „abwegig, verfassungswidrig, dämlich“.

### Österreich
Eva Glawischnig von den österreichischen Grünen griff die Idee einer „gender based taxation“ 2008 auf, um eine „Lohndiskriminierung allein aufgrund der Chromosomenzusammensetzung“ zu reduzieren.